# Arno Schmidt

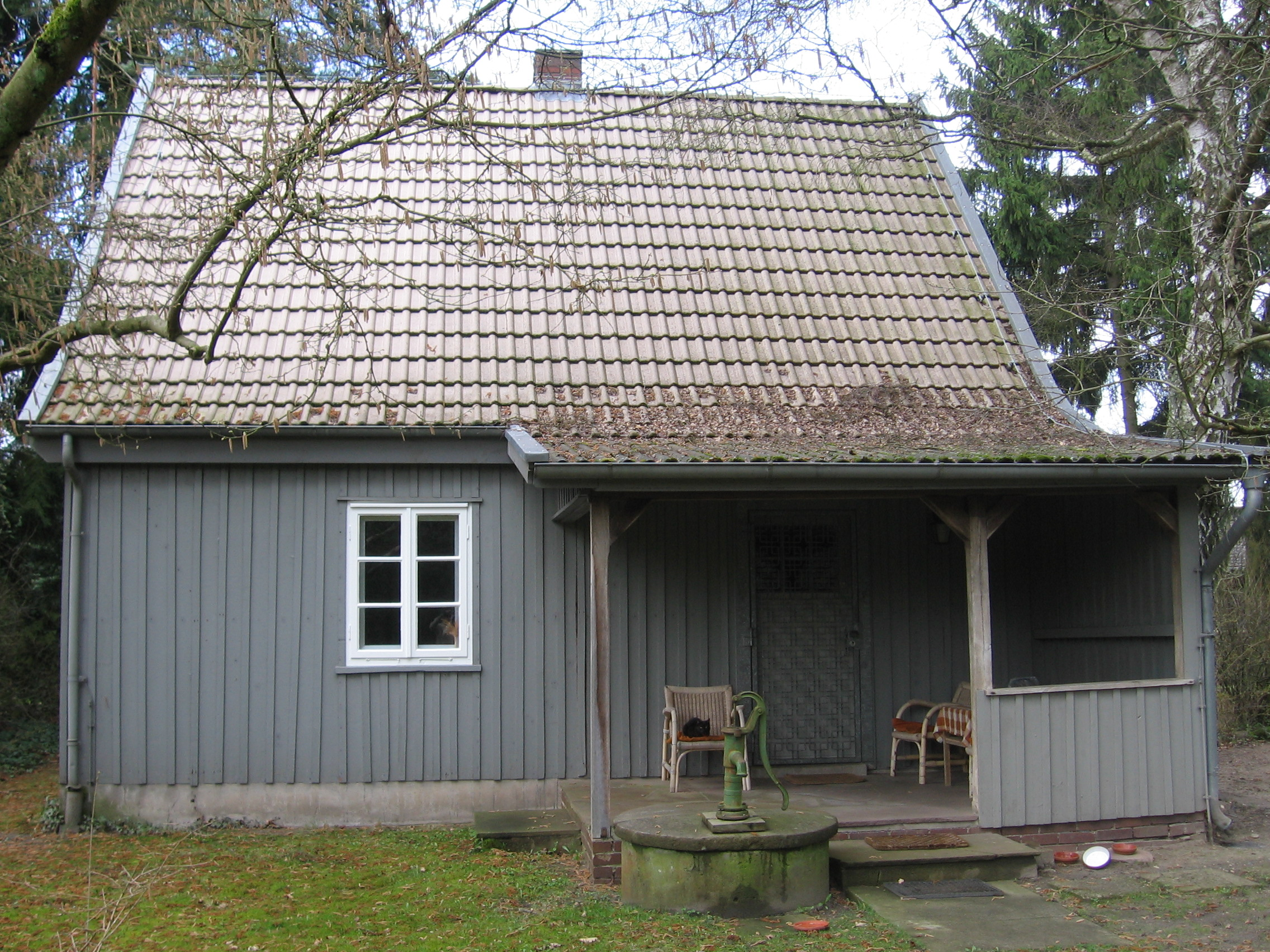
Arno Schmidts hus i Bargfeld.

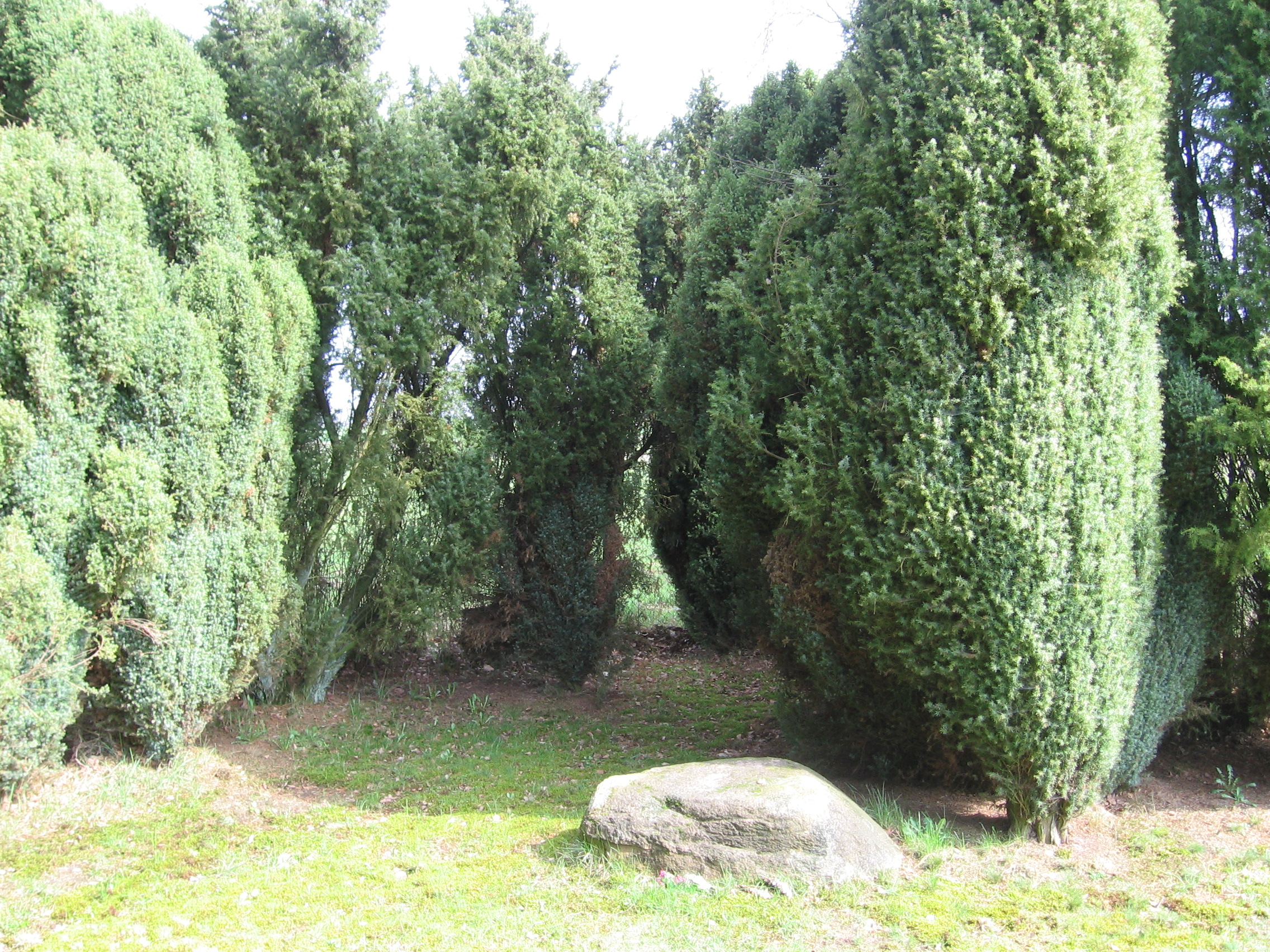
Schmidts grav på gården till huset i Bargfeld.

Arno Schmidt född 18 januari 1914 i Hamburg, död 3 juni 1979 i Celle, var en tysk författare och översättare.

## Biografi
Arno Schmidt jobbade som kontorist på ett textilföretag i Greiffenberg (nuvarande Gryfów Śląski). Under andra världskriget tjänstgjorde han i Norge.  
Schmidt var en strikt individualist. Påverkad av sina upplevelser av kriget hade han en extremt pessimistisk världssyn. Trots att han var ateist ansåg han att världen var skapad av ett monster, Leviatan, vars rovlystna natur var överförd till människan.
Hans senare verk, som En fauns liv (1953, översatt 1970), Die Gelehrtenrepublik (1957), Sjöstycke med Pocahontas (1959, översatt 1966), rymmer samma bittra resignation, ofta i en form som gränsar till science fiction.  Hans tyngsta verk är dock Zettel's Traum (1963–1969), som ännu saknar en svensk översättning. 
Då inga av hans verk såldes i stora upplagor levde han i fattigdom. Under sina sista år fick han ekonomiskt stöd av litteraturvetaren Jan Philipp Reemtsma. 
Arno Schmidt dog av en stroke på ett sjukhus i Celle.

## Schmidts betydelse
En Kafka, en Mallarmé, en Blanchot. Roger Laport, Gunnar Björling, Arno Schmidt. Vad var det de drömde om att uppnå med sitt maniska tröstlösa plitande? Det outsägliga? Ett patos större än subjektet? Jag förstår det som bokens ärende att från olika håll och tider söka närma sig ett svar på den frågan. (Fabian Kastner, "Svenska Dagbladet", 4. 8. 2009)

### Utgivet på svenska
- Sjöstycke med Pocahontas (1966)
- Ur en fauns liv (1970)

## Priser och utmärkelser
- Goethepriset 1973
- Asteroiden 12211 Arnoschmidt[12]